# لامپ رشد

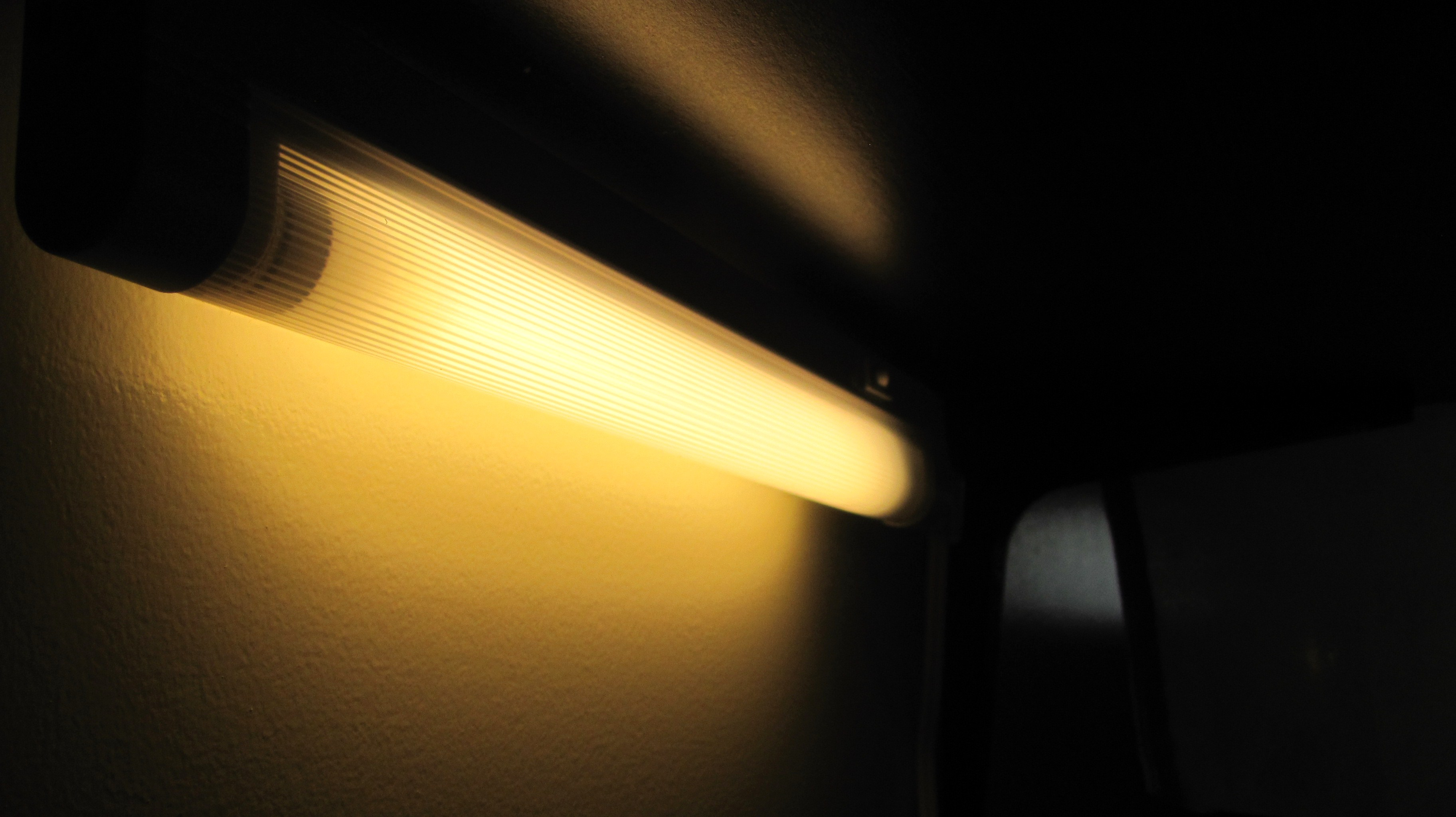
لامپ رشد

لامپ رشد یا لامپ رشد گیاه نوعی لامپ است که که با ایجاد نور مصنوعی به رشد گیاهان کمک می‌کند. لامپ رشد معمولاً به دو صورتِ تلاش برای تأمین طیف الکترومغناطیسی مشابه نور خورشید، یا فراهم کردن طیفی که متناسب با نیازهای گیاهان باشد، عملکردش را اجرا می‌کند. شرایط بیرونی لامپ‌ها بسته به نوع رنگ، دما، طیف‌های خروجی‌ها و نیز تغییرات مرتبط با شدت نور متفاوتند. بسته به نوع گیاه کشت‌شده و نیز مرحلهٔ کاشت (به عنوان مثال مرحلهٔ جوانه زدن\رویشی یا مرحلهٔ گل‌دهی/میوه‌دهی)، و نوردورگی مورد نیاز گیاهان، دامنه‌های ویژه‌ای از طیف اثربخشی روشنایی و دمای رنگ برای تأمین نیاز گیاهان خاص در دوره‌های زمانی مشخص، مطلوب هستند.
گیاه‌شناس روسی، آندری فامینتسین نخستین فردی بود که از نور مصنوعی برای کاشت و پژوهش‌های مرتبط با گیاهان استفاده کرد. (۱۸۶۸).